# Herrera de Soria
Herrera de Soria település Spanyolországban, Soria tartományban. Herrera de Soria Casarejos, Vadillo, Talveila, Valdemaluque, Ucero, Nafría de Ucero és Santa María de las Hoyas községekkel határos. Lakosainak száma 11 fő (2024).

## Népesség
A település népessége az elmúlt években az alábbi módon változott:
| Lakosok száma | 24   | 21   | 12   | 12   | 14   | 12   | 9    | 9    | 11   | 11   |
|               | 2001 | 2004 | 2007 | 2009 | 2012 | 2014 | 2017 | 2019 | 2022 | 2024 |